# Паратха
Паратха (вимовляється [pəˈɾɑːtʰɑː]) — плоскі хлібці, що походять із Південної Азії, поширені в сучасних країнах Індії, Шрі-Ланки, Пакистану, Непалу, Бангладешу, Мальдівських островів, Афганістану, М'янми, Малайзії, Сінгапуру, Маврикія, Фіджі, Гаяна, Суринам і Тринідад і Тобаго, де пшениця є традиційним продуктом харчування. Paratha — це суміш слів parat і atta, що буквально означає шари приготованого тіста. Альтернативні варіанти написання та назви включають parantha, parauntha, prontha, parontay, paronthi (панджабі), porota (бенгальською), paratha (мовою Odia, урду, хінді), parotta (мовою малаялам, тамільською), palata (pronounced: pəlàtà ; у М'янмі), порота (асамською мовою), форота (на силетійській мові), фарата (на Маврикії та Мальдівських островах), прата (у Південно-Східній Азії), парата, автобусне закриття, масло роті (в англомовних країнах Карибського басейну).

## Історія
Слово паратха походить від санскриту (S. पर, або परा+स्थः, або स्थितः). Рецепти різноманітних фаршированих пшеничних пуранполісів (які Ачайя (2003) описує як паратхи) згадуються в Манасолласі, санскритській енциклопедії 12-го століття, складеній Сомешварою III, королем західних чалук'їв, який правив на території сучасної Карнатаки. Посилання на паратху також згадував Ніджар (1968) у своїй книзі «Панджаб під час султанів, 1000—1526 рр. нашої ери», коли він пише, що паратхи були поширені серед знаті та аристократії Пенджабу.
За словами Банерджі (2010), парата асоціюється з пенджабською та північноіндійською кухнею. Пенджабський метод полягає в тому, що парати начиняють різноманітною начинкою. Однак, як стверджує Банерджі, Моголи також любили парати, що породило дакайську парату, багатошарову та лускату, яка отримала свою назву від Дакки в Бангладеш. О'Браєн (2003) припускає, що неправильно стверджувати, що пенджабська парата була популяризована в Делі після поділу Індії в 1947 році, оскільки пенджабські вироби переважали в Делі та до того.

## Звичайні та фаршировані різновиди
Паратха — один із найпопулярніших бездріжджових коржів на Індійському субконтиненті, виготовлений із пшеничного тіста з дрібно помеленого цільнозернового (atta) та/або білого борошна (майда), іноді з додаванням яєць або топленого масла. Звичайні паратхи товстіші та ситніші, ніж чапаті / роті, оскільки їх змащують топленим маслом або олією і складають багаторазово, подібно до методу, що використовується для листкового тіста чи техніці ламінованого тіста, і, як наслідок, мають листкову консистенцію. Фаршировані паратхи можуть включати широкий спектр інгредієнтів і готуються різними способами, традиційно залежно від регіону походження, і можуть не використовувати техніку складчастого тіста.
Щоб отримати багатошарове тісто для простих паратх, існує кілька різних традиційних технік. Вони включають змащування тонко розкачаного тіста олією, згинання вперед-назад, як паперове віяло, і згортання отриманої смужки в круглу форму перед розкачуванням, випіканням на таві та/або неглибоким обсмажуванням. Інший спосіб — вирізати коло з тіста від центру до його окружності по радіусу, змастити тісто олією і, починаючи з обрізаного краю, розкачати так, щоб утворився конус, який потім притискають до форми диска і розгортають. Також існує метод змащування олією та багаторазового згортання тіста, як у західному листковому тісті, і це поєднується зі складанням, що надає традиційних геометричних форм готовим паратам. Парати можуть бути круглими, семикутними, квадратними або трикутними. 
Найпоширеніші варіанти начинки включають пюре зі спецій (алоо паратха), дал, цвітну капусту (гобі паратха) та баранячий фарш (кіма паратха). Менш поширені інгредієнти для начинки включають овочеву суміш, зелену квасолю, моркву, інше м'ясо, листові овочі, редис і панір. Раджастханська парата з бобами мунг використовує техніку шарування разом із мунг далом, замішаним у тісто. Деякі фаршировані парати не складаються шарами, оскільки їм не вистачає розсипчастості звичайних парат, і натомість вони нагадують пиріг з начинкою, який розплющують і неглибоко обсмажують, використовуючи два диски тіста, запечатані по краях. Крім того, їх можна приготувати, використовуючи один диск тіста, щоб укласти кульку начинки та запечатати серією складок, затиснутих у тісті навколо верхньої частини, їх обережно розплющують долонею на робочій поверхні перед тим, як розкачати в коло.

## Подача
Паратха є важливою частиною традиційного сніданку та інших страв на Індійському субконтиненті. Часто паратху їдять з маслом, чатні, солоними огірками, кетчупом, йогуртом або раїтою як приправами. Страви, які часто їдять з паратою, — це м'ясні або овочеве каррі, яєчня, омлет, кіма матар, ніхарі, джира алоо та дал. Деякі згортають звичайну паратху в трубочку і їдять її з чаєм (тіффіном), за бажанням занурюючи паратху в чай.

## Типи

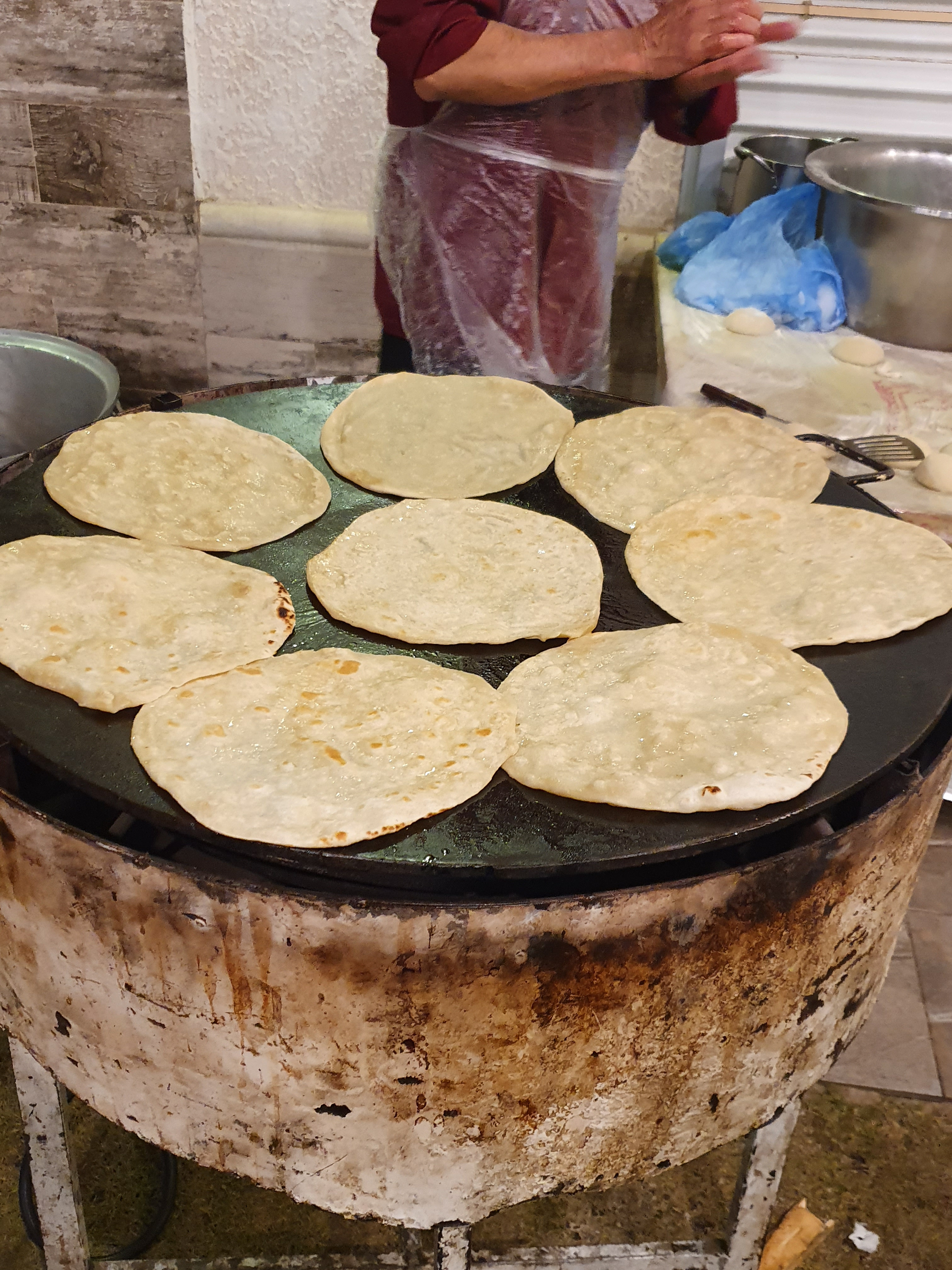
Зображення, на якому показано виготовлення паратх.

- Алоо-парата (начинена гострою сумішшю вареної картоплі та цибулі).
- Чилі паротха або мірчі паратха (включаючи дрібні пряні подрібнені шматочки)
- Гобі-парата (фарширована ароматизованою цвітною капустою)
- Муглай паратха (смажена у фритюрі фарширована паратха з начинкою з яйця та м'ясного фаршу з Бангладеш та Західної Бенгалії в Індії)
- Цим славиться муртальська парата, смажена у фритюрі, дхабас з Хар'яни і особливо в Мурталі на Гранд-Транк-роуд[9][10][11]
- Цим славиться муртальська парата, смажена у фритюрі, дхабас з Хар'яни й особливо в Мурталі на Гранд-Транк-Роуд.
- пашті
- Роті прата (Сінгапур)
- Роті канай (Малайзія)
- Buss-up-shut (Тринідад; назва з тринідадської креольської мови означає «розірвана сорочка», через схожість шматка хліба з пошарпаним старим одягом)

## Галерея

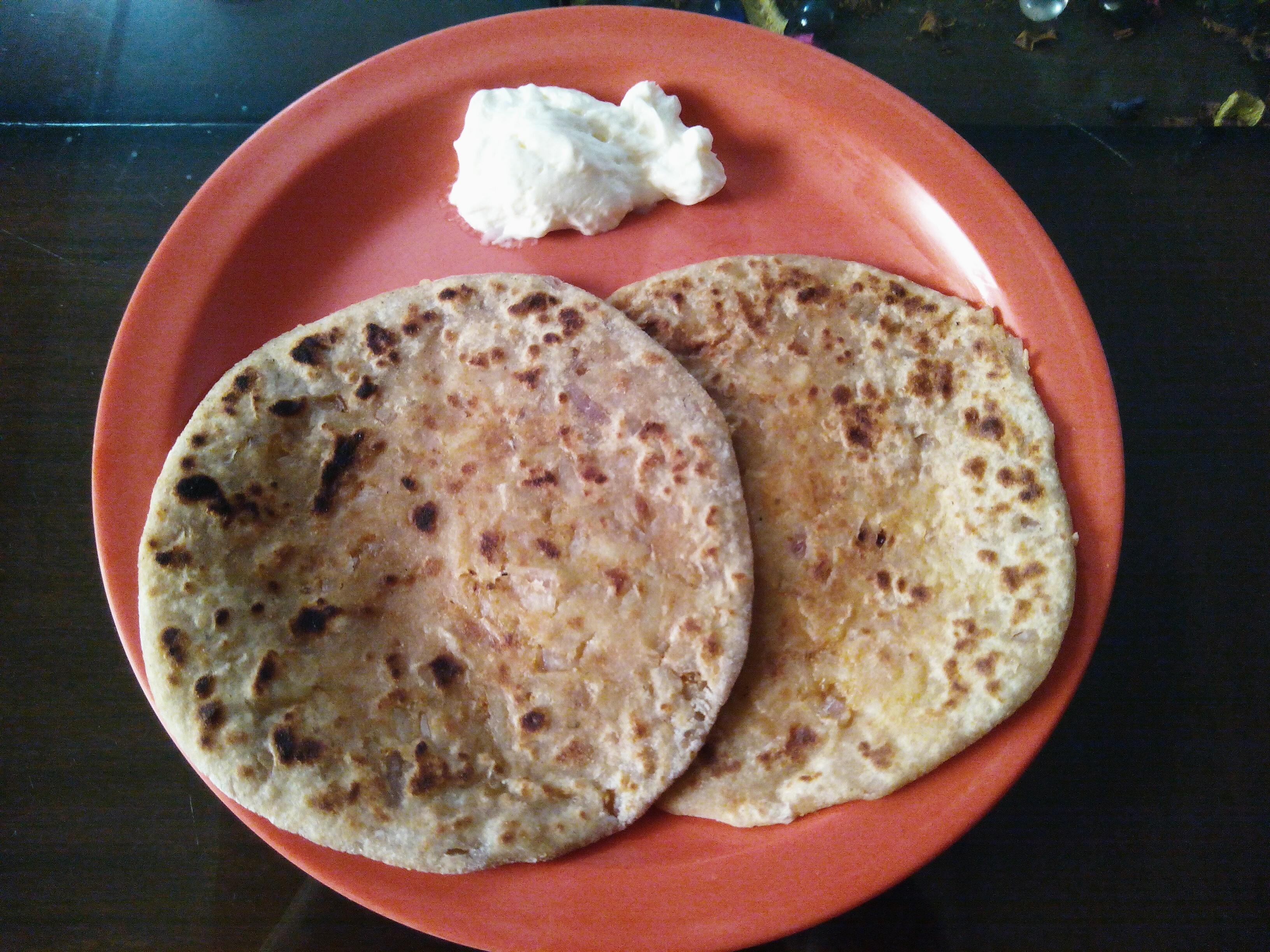
Панджабі Алоо Парата подається з вершковим маслом, з Індії
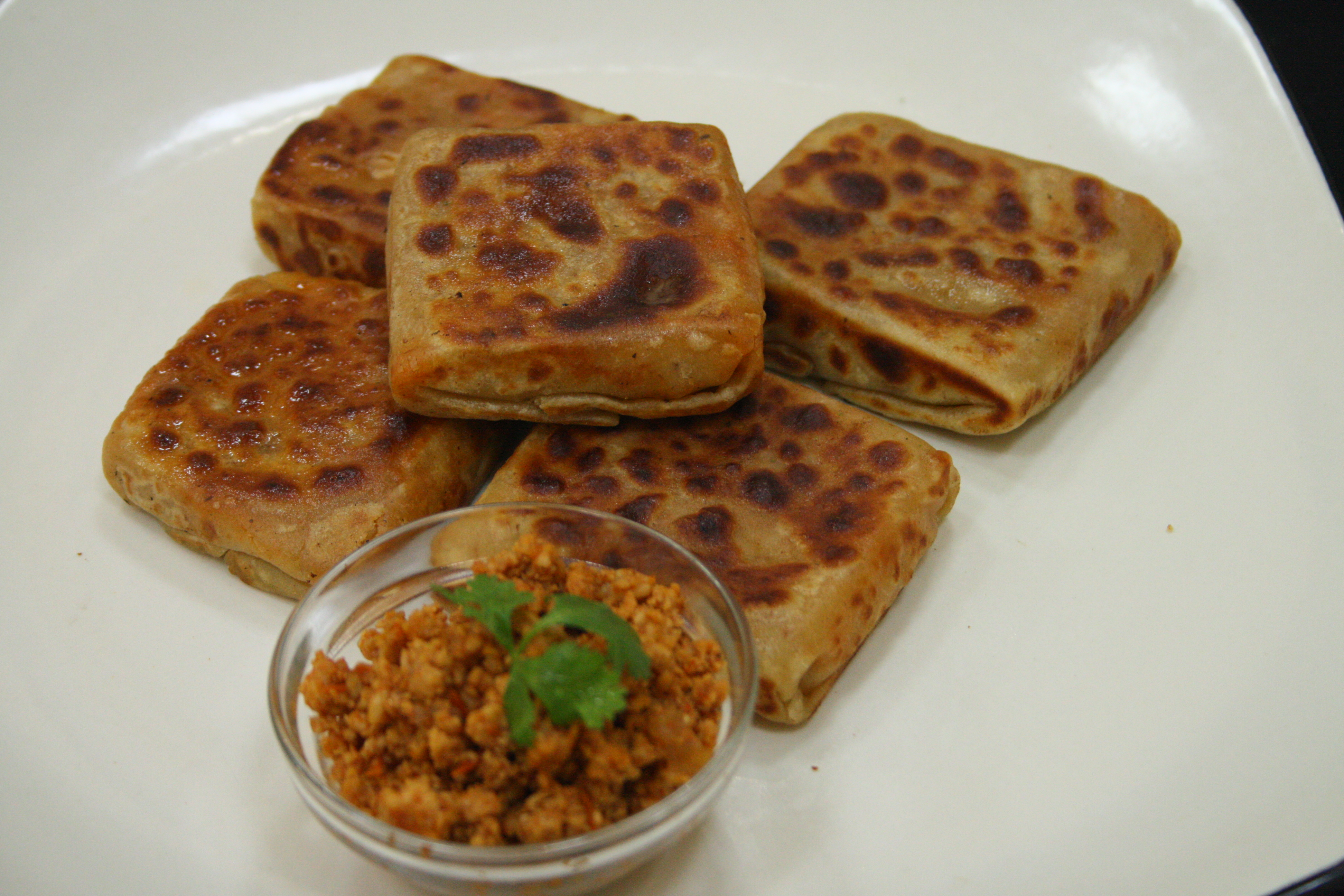
Муглай Паратха з Колката, Індія.
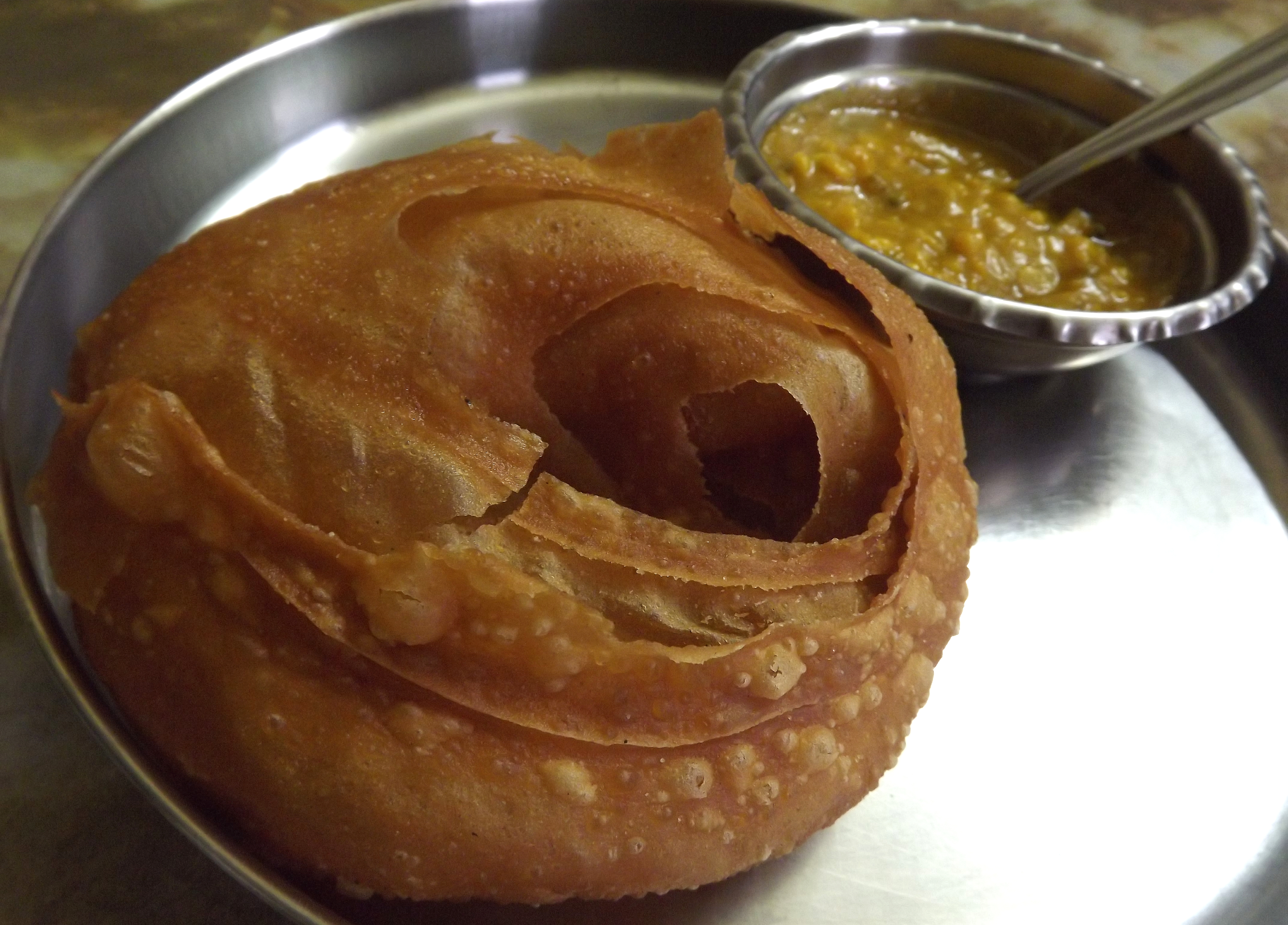
Дхакай Паратха із Західної Бенгалії, Індія
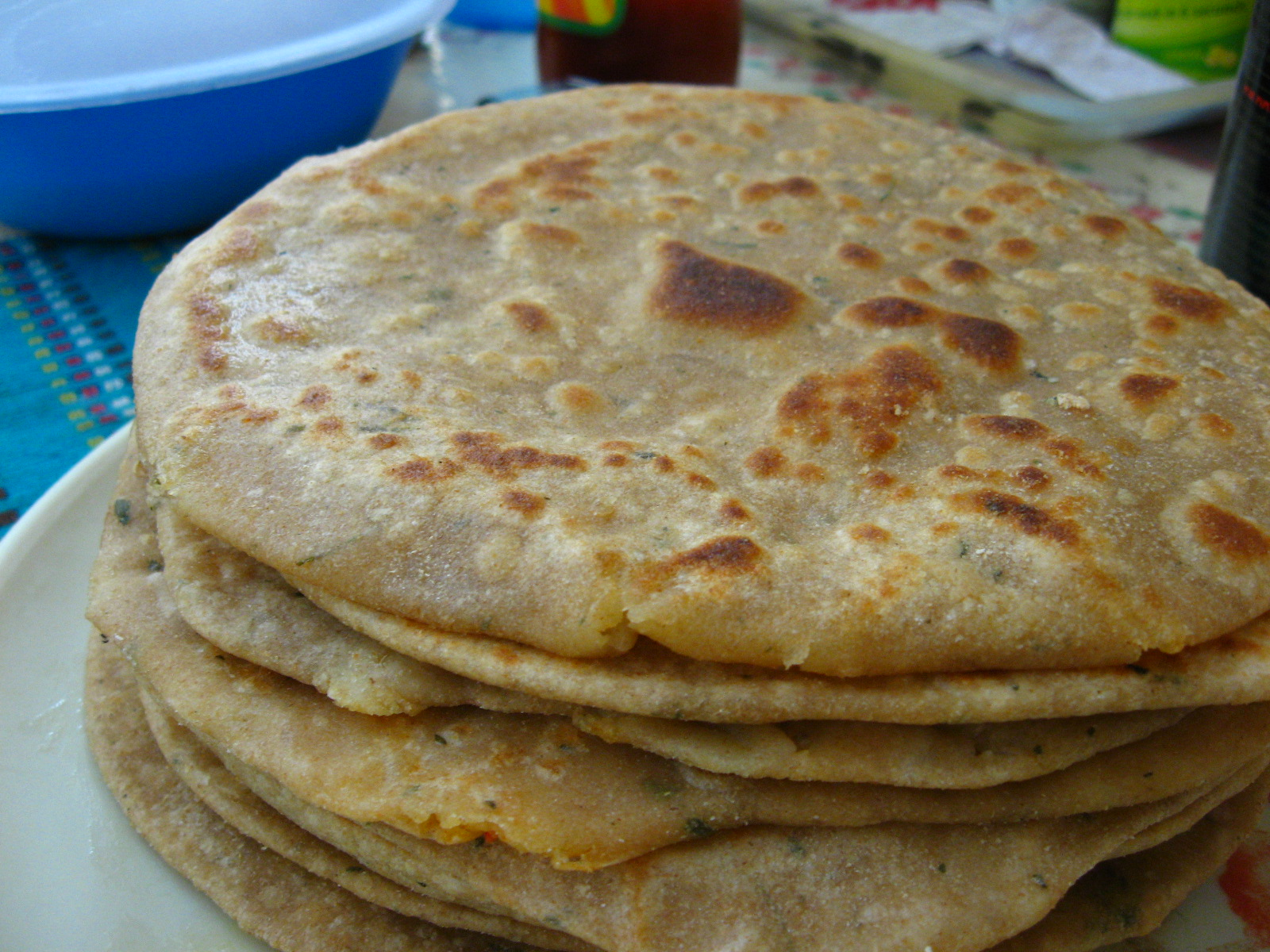
Алоо Паратха з північної Індії
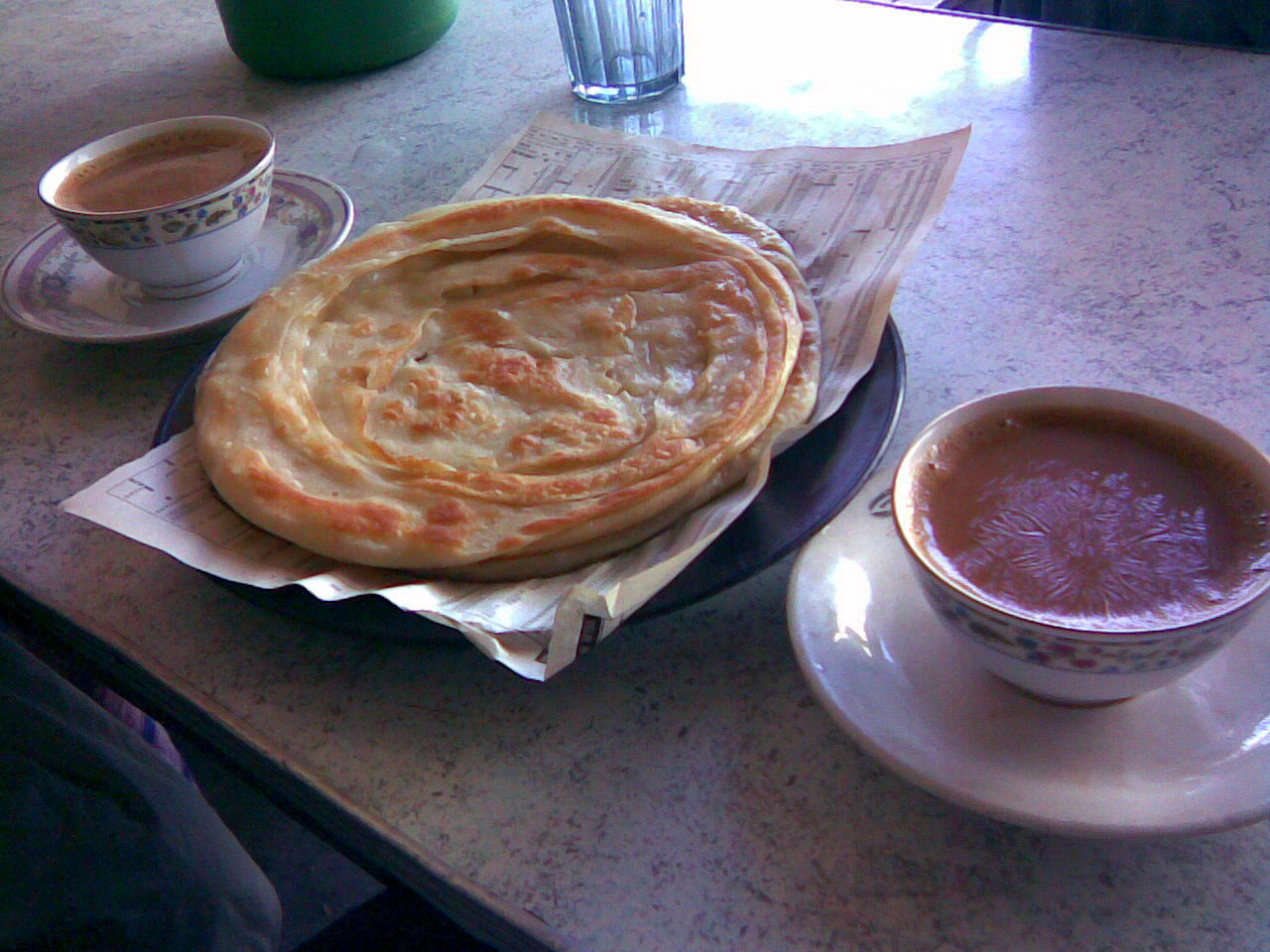
Паратха подається до чаю в пакистанському готелі
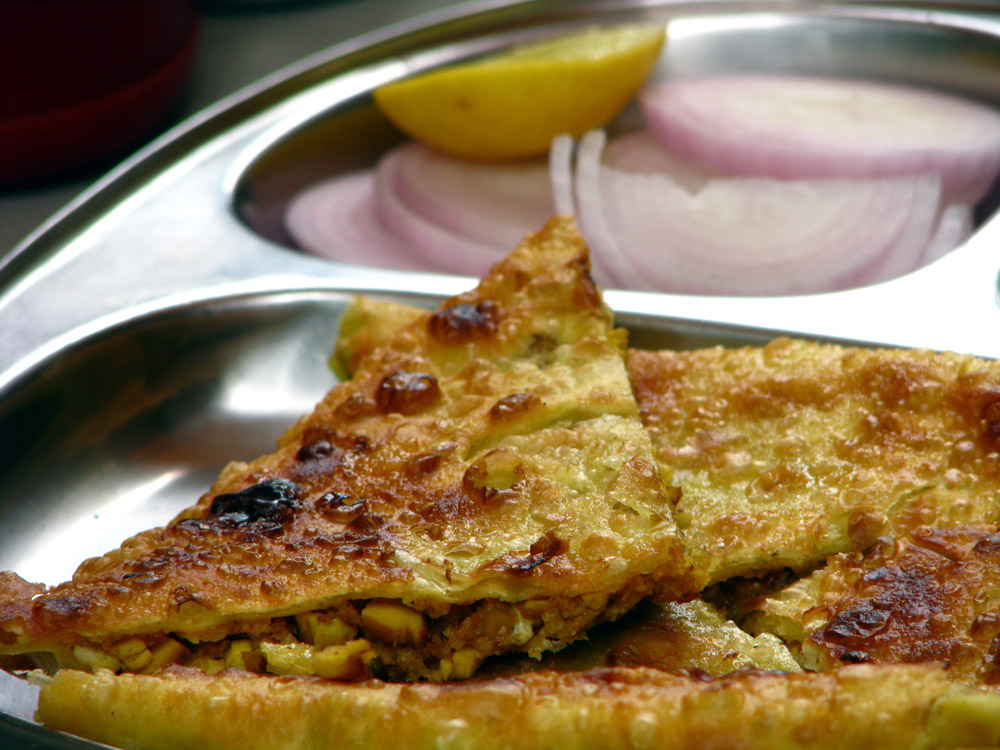
Фарширована бенгальська паратха в бенгальському стилі подається в ресторані в Мумбаї, Індія.
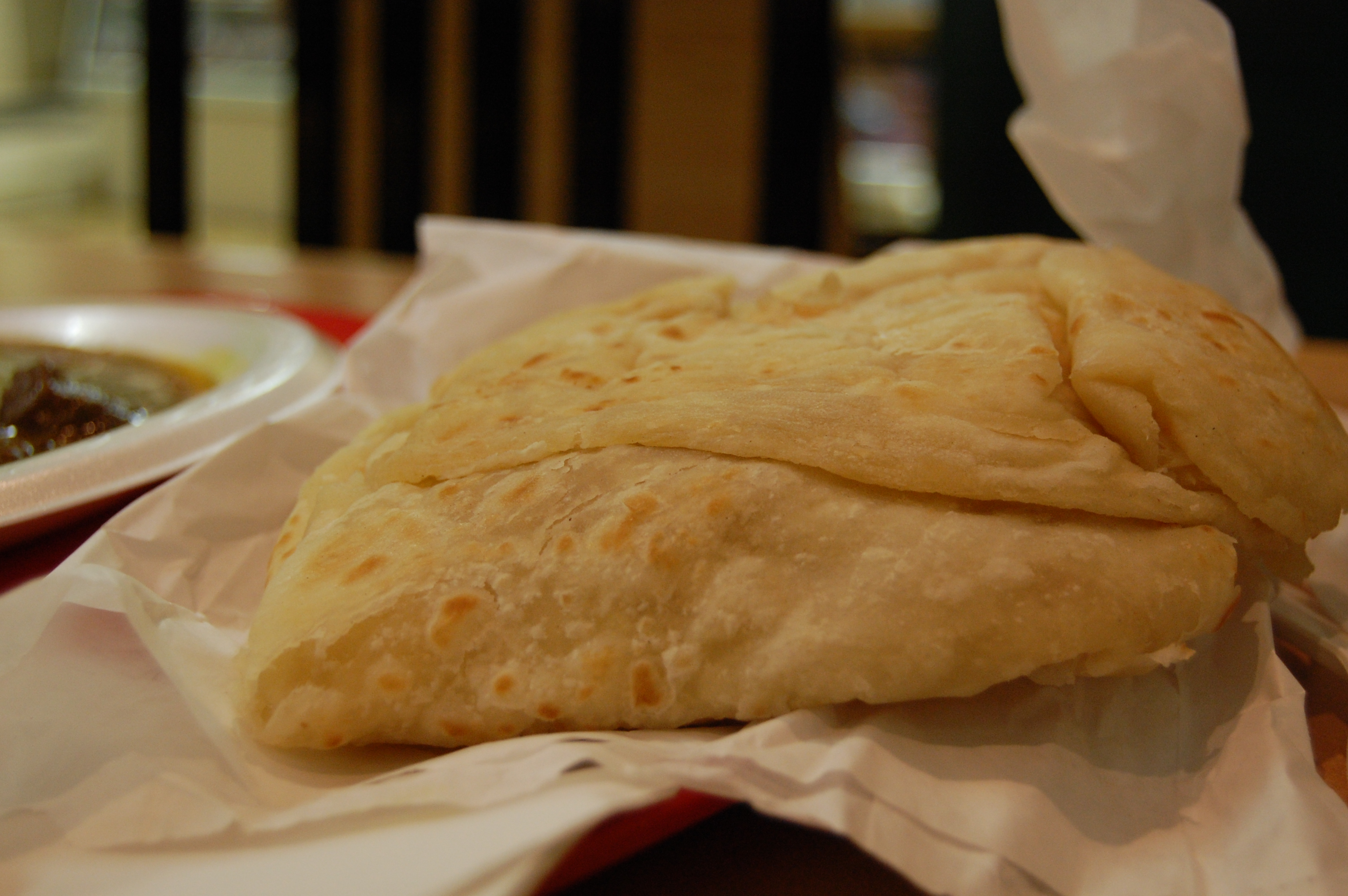
Тринідадський стиль роті-парата
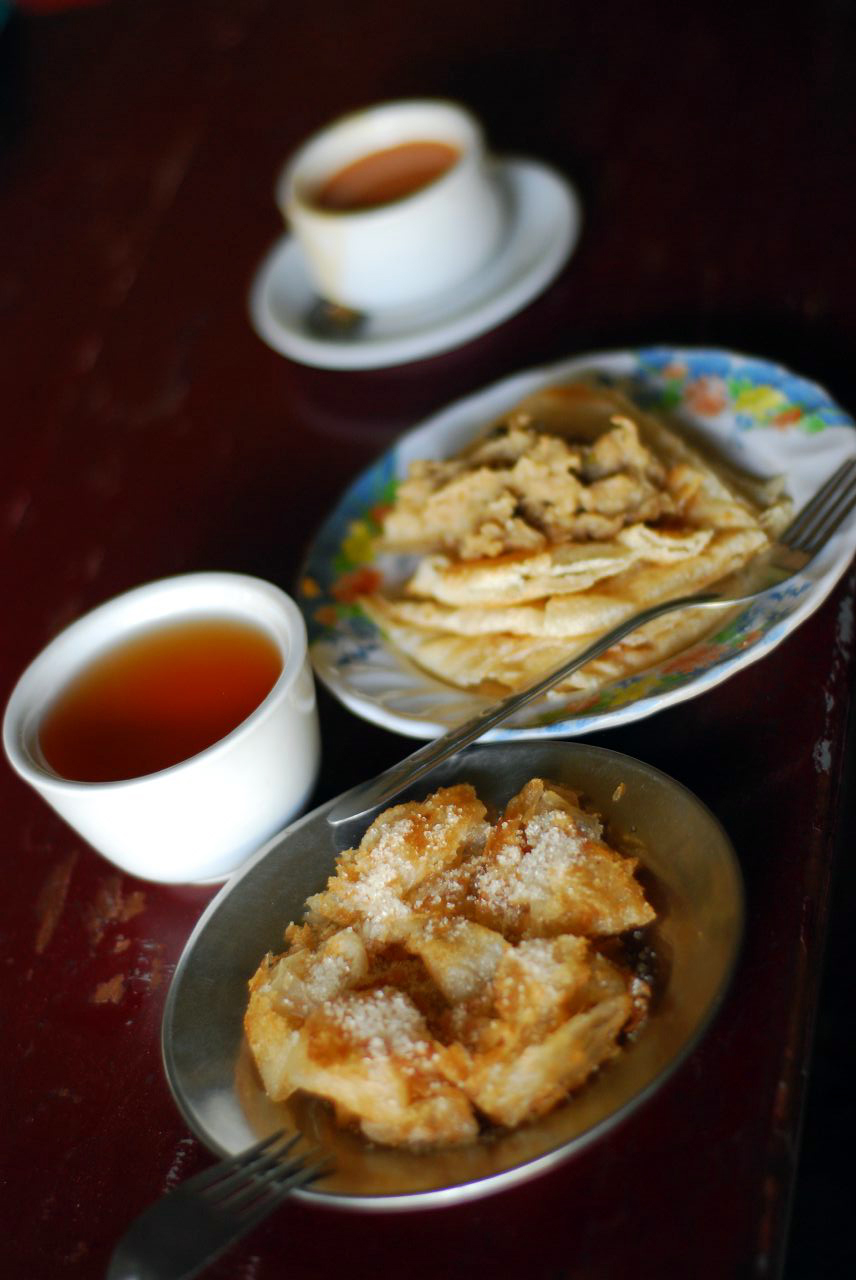
У М'янма парату зазвичай їдять як десерт, посипавши цукром
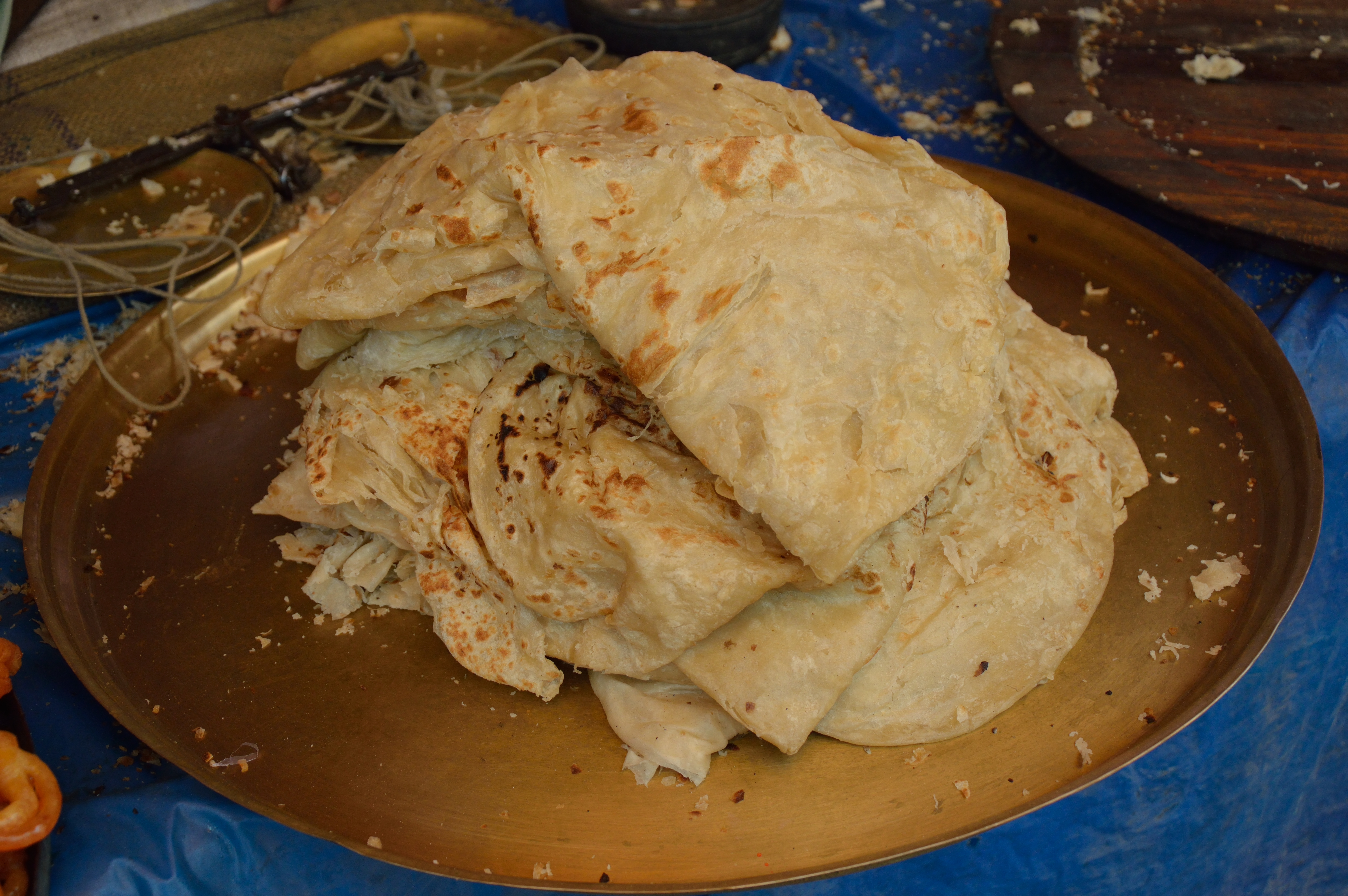
Петай-парата (розбита парата), західно-бенгальський варіант, що подається з легким овочевим каррі
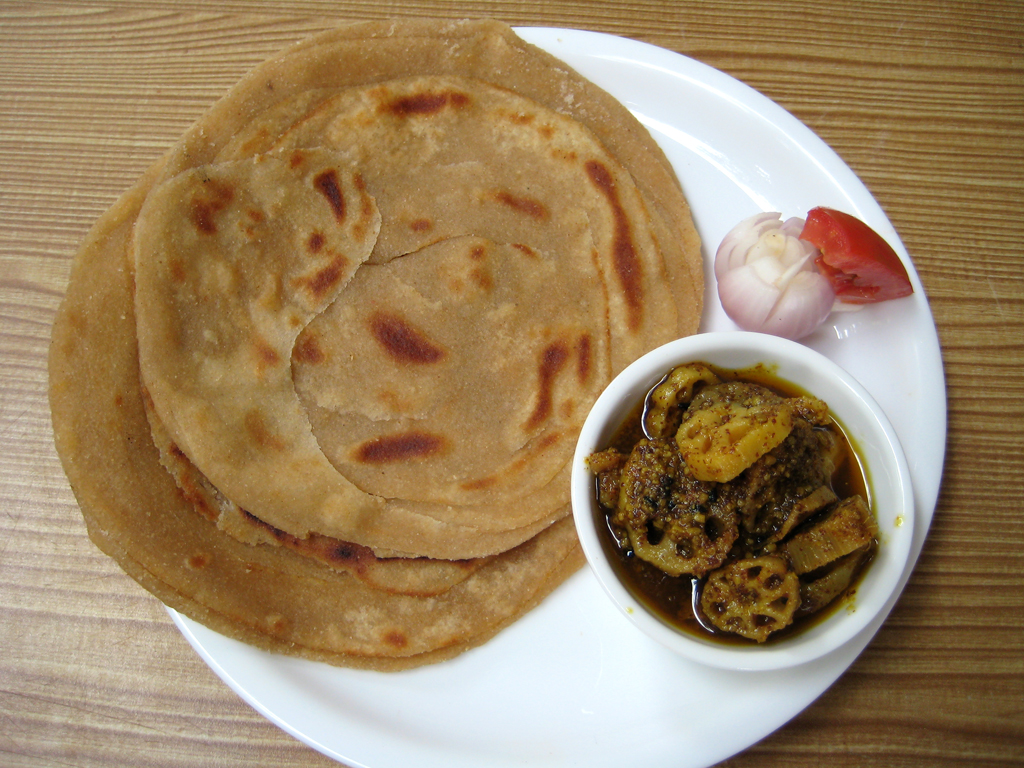
Лачха Паратха